# Vedby kyrka

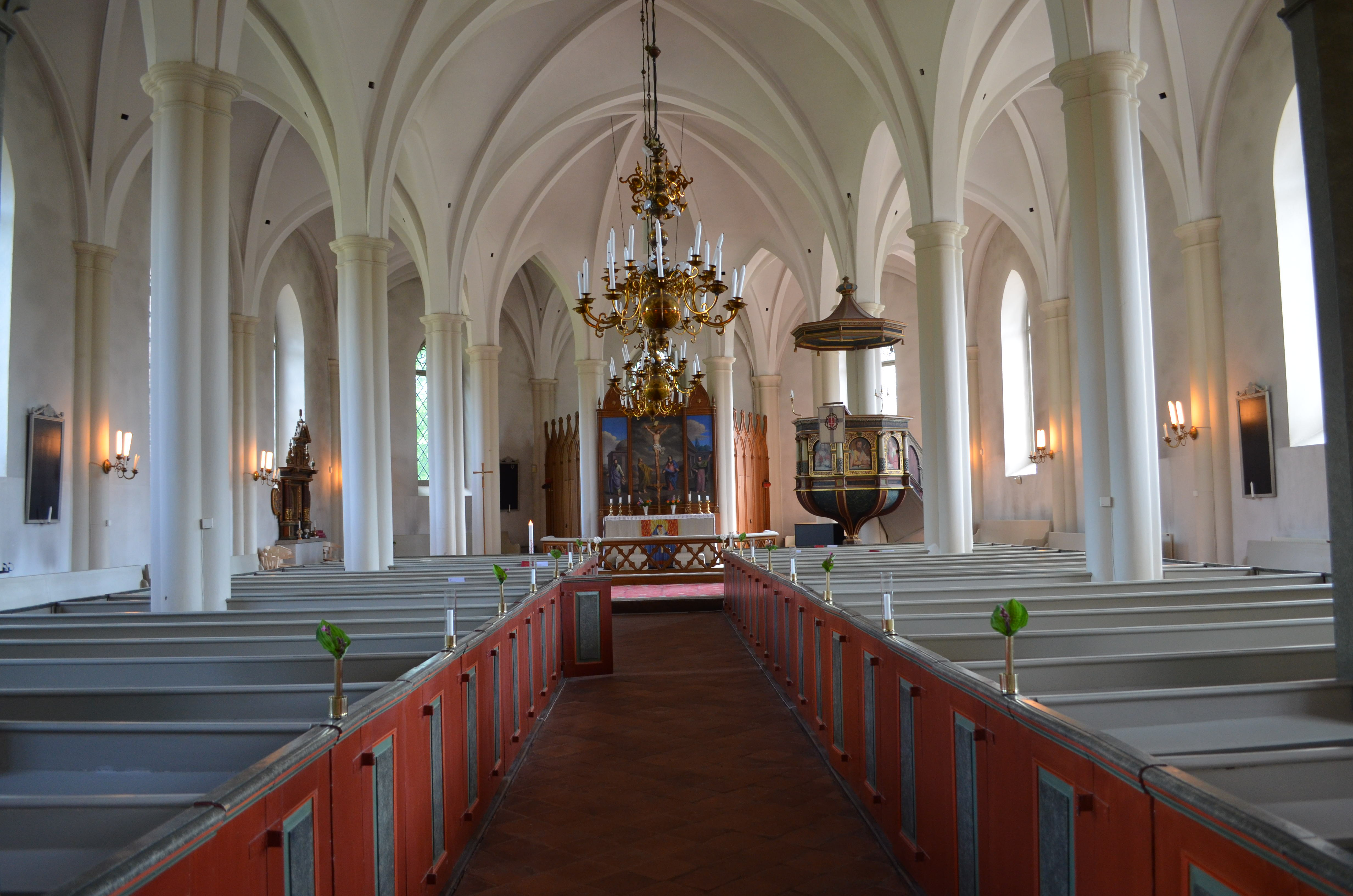
Vedby kyrkas kyrkosal

Vedby kyrka är en kyrkobyggnad i Klippans kommun. Den är församlingskyrka i Klippans församling i Lunds stift.

## Kyrkobyggnaden
En tidigare kyrka på platsen var byggd på medeltiden. Nuvarande tegelkyrka uppfördes åren 1865-1867. Kyrkan består av ett treskeppigt långhus med tresidigt kor i öster. Valven bärs upp av pelare som är cirka en halv meter i diameter. Byggmästare var J. Hallberg, som även gjorde ritningen till kyrkan, och Andersson, båda från Ängelholm. 
Invigning av kyrka, kyrkogård och orgel skedde söndagen 1 september 1867 och förrättades av professor Skarstedt från Lund. Även ett skolhus byggdes samtidigt med kyrkan. Kyrkoherde A. Lundquist var pådrivare för projekten skulle lyckas.

## Inventarier
- Dopfunten av sandsten, vars cuppa är smyckad med rundbågsfris, är troligen från 1100-talet. Tillhörande dopfat av koppar är från 1600-talet.
- En altaruppsats är från 1600-talets förra hälft.

### Orgel
- 1867 byggde Jöns Lundahl & Knud Olsen en orgel med 17 stämmor, två manualer och en speciell pedal. Fasaden ritades av byggmästare A. J. Hallberg. Orgeln invigd 1 september 1867.
- Den nuvarande orgeln byggdes 1928 av A. Magnussons Orgelbyggeri AB, Göteborg och är en orgel med mekanisk traktur och pneumatiska lådor. 1970 renoverades orgeln av Anders Persson Orgelbyggeri, Viken, Höganäs kommun.

| Manual I          | Manual II       | Pedal        | Koppel |
| Borduna 16´       | Rörflöjt 8´     | Subbas 16´   | I/P    |
| Principal 8'      | Violin 8'       | Principal 8' | II/P   |
| Gedackt 8'        | Voix celeste 8' | Gedackt 8'   | II/I   |
| Viola da Gamba 8' | Rörflöjt 4'     | Oktava 4'    |        |
| Oktava 4'         |                 |              |        |
| Oktava 2'         |                 |              |        |

### Webbkällor
- Klippans pastorat
- Demografisk Databas Södra Sverige